# (61121) 2000 MU
(61121) 2000 MU es un asteroide perteneciente al cinturón de asteroides descubierto el 23 de junio de 2000 por John Broughton desde el Observatorio de Reedy Creek, Gold Coast (Queensland), Australia.

## Designación y nombre
Designado provisionalmente como 2000 MU.

## Características orbitales
2000 MU  está situado a una distancia media del Sol de 2,348 ua, pudiendo alejarse hasta 2,864 ua y acercarse hasta 1,833 ua. Su excentricidad es 0,219 y la inclinación orbital 1,559 grados. Emplea 1314,41 días en completar una órbita alrededor del Sol.
Pertenece a la familia de asteroides de (135) Hertha.

## Características físicas
La magnitud absoluta de 2000 MU es 15,92. 